# Муратов, Сергей Николаевич
Сергей Николаевич Муратов (род. 13 января 1964, Щучье, Курганская область) — российский промышленник, государственный и партийный деятель, сенатор Российской Федерации (представитель от Курганской областной думы, с 2020). Заместитель председателя в Комитете Совета Федерации по обороне и безопасности. Председатель Курганского регионального отделения Российского Союза промышленников и предпринимателей, кандидат экономических наук (2005).
Из-за поддержки нарушения территориальной целостности Украины во время российско-украинской войны находится под персональными международными санкциями  Евросоюза, США, Великобритании и ряда других стран.

## Биография
Сергей Николаевич Муратов родился 13 января 1964 года в городе Щучье Щучанского сельского района Курганской области, ныне город — административный центр Щучанского муниципального округа той же области.
Учился в школе в посёлке Лебяжье Лебяжьевского района Курганской области.
В 1986 году окончил Курганский сельскохозяйственный институт.
С мая 1986 март 1989 года — агроном-семеновод в колхозе «Вперед» Темляковского сельсовета Кетовского района Курганской области.
С марта 1989 по апрель 1992 года — главный агроном в совхозе «Басковский» Басковского сельсовета Макушинского района Курганской области.
С мая 1992 по август 1994 годы работал директором ТОО «Росинвестсвязь».
С августа 1994 по апрель 1996 года работал исполнительным директором ТОО «Зауралсельснаб».
С апреля 1996 по апрель 2002 год работал генеральным директором ООО «Зауральская топливно-энергетическая корпорация».
Был антикризисным управляющим ряда предприятий, включая ОАО «Лебяжьевский элеватор» (посёлок Лебяжье Лебяжьевского района Курганской области), ОАО «Макушинский элеватор» (город Макушино Макушинского района Курганской области), Государственное унитарное сельскохозяйственное предприятие учреждения ОФ 73/5 ГУИН Минюста России по УИН Курганской области (село Долговка Куртамышского района Курганской области, июнь 2010 — 10 апреля 2012).
В апреле 2002 году Сергей Николаевич был назначен внешним управляющим ФГУП «Курганприбор», на котором из-за долгов  было практически прекращено производство. Вместе со специалистами Муратов разработал антикризисную программу по развитию предприятия. В результате её реализации удалось сохранить мобилизационные мощности не только «Курганприбора», но и обанкротившихся предприятий городов Самары, Нижнего Новгорода, Саранска и других. С этих заводов в Курган было перевезено более 1,5 тысяч единиц оборудования, 7,5 тысяч оснастки и техническую документацию. Значительная часть изделий, выпускавшихся на обанкротившихся предприятиях, в настоящее время продолжает изготовляться АО «НПО «Курганприбор». Муратов является председателем Совета директоров АО «НПО «Курганприбор».
С ноября 2003 по декабрь 2007 года работал директором по развитию ОАО «Курганприбор - А», с января 2008 по сентябрь 2020 — директор по развитию АО «НПО «Курганприбор».
В 2004 году окончил Уральскую академию государственной службы. В 2005 году в Институте экономики Уральского отделения Российской академии наук защитил диссертацию кандидата экономических наук.
В 2005 году защитил диссертацию «Становление конкурентного поведения предпринимательских структур», присвоена учёная степень кандидат экономических наук.
Член Общественной палаты Курганской области I (2007—2011 годы) и II (2011—2015 годы) созывов, заместителем председателя.
В 2008 году повысил квалификацию в Военной академии Генерального штаба Вооружённых сил Российской Федерации по программе «Оборона и безопасность Российской Федерации».
С января 2009 года председатель Курганского регионального отделения общероссийской физкультурно-спортивной общественной организации «Всероссийская федерация самбо». До июля 2018 года так же был президентом Курганской региональной физкультурно-спортивная общественная организации «Федерация дзюдо».
В мае 2010 года избран председателем Совета промышленников и предпринимателей по Курганской области.
Член Всероссийской политической партии «Единая Россия».
13 сентября 2015 года избран депутатом Курганской областной думы VI созыва от одномандатного избирательного округа № 2 — Центральный избирательный округ (город Курган). Число избирателей, внесенных в список составило 45329 чел., Муратов получил 4800 голосов, Василий Александрович Кислицын (КПРФ) — 2833, Анатолий Александрович Соколов (Справедливая Россия) — 1609, Ирина Александровна Быкова (ЛДПР) — 1275, недействительных бюллетеней — 337. Член фракции политической партии «Единая Россия», член комитета по экономической политике.
По данным выборов 2015 и 2020 годов место жительства Кетовский район, село Кетово.
13 сентября 2020 года был избран депутатом Курганской областной думы VII созыва (на выборах возглавлял территориальную группу № 14 «Притобольная», Притобольный район).
25 сентября 2020 года наделён полномочиями сенатора Российской Федерации – представителем от Курганской областной думы». На голосовании была выдвинута только кандидатура Муратова. «Счётная комиссия установила: число бюллетеней за — 33, против — 0. 23 сентября 2020 года кандидатуру Муратова на данный пост предложил губернатор региона Вадим Михайлович Шумков.
Сергей Муратов активно занимается общественной деятельностью. Он является председателем общественного движения Курганской области в защиту армии, флота и оборонно-промышленного комплекса, членом штаба Регионального отделение Общероссийского народного фронта в Курганской области.
Участвует в благотворительных мероприятиях, руководит фондом имени Святого Благоверного князя Александра Невского, который финансирует работу православной школы, издаёт православно-патриотический журнал «Русское поле Зауралья». По его инициативе и при активном участии построены храмы в Лебяжье и на территории «Курганприбора», в сентябре 2007 года установлен бюст Александра Невского в заводском сквере.

## Награды
- орден Дружбы (2024)[11];
- медаль ордена «За заслуги перед Отечеством» I степени (2016)[3];
- медаль ордена «За заслуги перед Отечеством» II степени[12];
- знак К. Э. Циолковского (ГК «Роскосмос», май 2023, № 796) — за личный вклад в реализацию космических программ и проектов, многолетнюю добросовестную работу[13];
- медаль «За вклад в укрепление обороны Российской Федерации» (Минобороны России, 8 февраля 2022)[14];
- медаль «За содружество во имя спасения» (МЧС России, декабрь 2023) — за помощь во взаимодействии с новыми и приграничными регионами Российской Федерации[15];
- благодарственное письмо Президента Российской Федерации[16];
- благодарность Председателя Совета Федерации Федерального собрания Российской Федерации (12 января 2024)[17];
- благодарственное письмо Главного федерального инспектора по Курганской области аппарата полномочного представителя Президента РФ в Уральском федеральном округе;
- звание «Почётный гражданин Курганской области» (4 февраля 2020) — за выдающиеся заслуги в развитии отраслей экономики и социальной сферы, способствующие повышению известности и авторитета Курганской области[18];
- знак отличия Губернатора Курганской области «За благое дело»[19];
- почётная грамота Губернатора Курганской области с вручением наградного знака «За заслуги»;
- почётная грамота Правительства Курганской области;
- медаль «В честь 90-летия Бахирева В.В.» (2006, Региональная общественная организация ветеранов войны и труда отрасли боеприпасов);
- памятный знак «Ветеран отрасли боеприпасов» (Региональная общественная организация ветеранов войны и труда отрасли боеприпасов, награду вручил 27 сентября 2023 года генеральный директор АО «НПО «Курганприбор» Колосовников Фёдор Александрович)[20];
- юбилейная медаль «100-летие восстановления Патриаршества в Русской Православной Церкви»;
- юбилейная медаль «300-летие начала государственного оружейного производства в городе Тула» (2011);
- патриарший знак «700-летие Преподобного Сергия Радонежского» (18 июля 2014, награду вручил 29 августа 2014 года архиепископ Курганский и Шадринский Константин (Горянов))[21].

## Санкции
9 марта 2022 года, на фоне вторжения России на Украину, внесён в санкционный список всех стран Европейского союза так как он голосовал за ратификацию договоров о дружбе с самопровозглашёнными ЛНР и ДНР.
24 марта 2022 года внесён в санкционный список Канады «соратников режима» за «содействие в нарушения суверенитета и территориальной целостности Украины»
30 сентября 2022 года внесён санкционный список Соединенных Штатов Америки «за аннексию Путиным регионов Украины» и одобрения закона о фейках. Государственный департамент отмечает что сенаторы  «проголосовали за одобрение просьбы Путина о вводе войск в Украину, что послужило неоправданным предлогом для полномасштабного вторжения России в Украину».
По аналогичным основаниям находится под санкциями Великобритании, Швейцарии, Австралии, Украины и Новой Зеландии.

## Семья
Женат, отец двух дочерей. Жена ― Светлана Муратова. По состоянию на 2020 год она владела несколькими производственными и строительными предприятиями в Курганской области.
Дочь Мария Теребенина Её муж Фёдор Владимирович Теребенин — глава регионального исполкома ОНФ в Курганской области.
Дочь Ксения Авдалова. Её муж Юрий Александрович Авдалов — председатель совета директоров АО «Кургандормаш».